# Philippe Demougeot
 (avril 2025).
Philippe Demougeot, né le 25 juillet 1963 à Dijon, est un architecte et architecte d’intérieur français qui a effectué une carrière remarquée à la télévision et publié de nombreux ouvrages sur l’architecture.

## Formations
Après un bac scientifique, Philippe Demougeot obtient son diplôme de l'Institut d'études politiques de Lyon, puis celui de l'École Boulle en 1988. Il intègre alors l'École nationale supérieure d'architecture de Paris-La Villette (ENSAPLV), sous la direction de l’architecte-urbaniste Roland Castro. Il est diplômé architecte DPLG en 1995.

## Carrière

### Premières expériences
Après l’École Boulle, Philippe Demougeot est recruté par René Blanchard, son ancien professeur, sous la direction de qui il gère des projets d’hôtellerie à Nice. Après cette expérience, il part deux années en Chine, à Shanghai, où il effectue de multiples chantiers d’appartements, de commerces, de restaurants et de salles de spectacles.

### Son agence
De retour en France, il crée en 2000 sa propre agence d’architecture et de design d’intérieur : People’s Republic of Design (en référence à la république populaire de Chine). Cette agence est dédiée à l’architecture d’intérieur ainsi qu’à la rénovation d’appartements, de studios et de lofts.

### Télévision
Un des appartements qu'il rénove, situé quartier de la place de la République à Paris, retient l'attention des médias. Cette notoriété ouvre les portes de la télévision à Philippe Demougeot. C’est d’abord dans l’émission Du Côté de Chez Vous sur TF1 que les spectateurs découvrent ses réalisations. Par la suite, il devient l'architecte récurrent de la rubrique SOS Maison de l’émission Question Maison (devenue La maison France 5) sur France 5 de 2003 à 2010. Durant 7 ans, dans le cadre de cette émission, il propose des solutions aux questions sur l'habitat que posent les téléspectateurs. L'architecte a résolu plus de 250 problèmes très concrets comme restructurer une pièce, créer une chambre ou une salle de bains, s'approprier une surface inutilisée, modifier une ambiance ou encore rendre habitable une pièce aveugle.

## Quelques réalisations
- Salon d'honneur de la Ligue de football professionnel, à Paris
- Bureaux de l’Institut Louis Harris, à Paris
- Rénovation des bureaux d'Actea Marketing, à Paris
- Rénovation des locaux de Bureau Veritas, à Shanghai
- Création du Coffee Shop et de la boulangerie de l'Hôtel Beverly Plaza de Macao (Chine)
- Nombreuses maisons, appartements et lofts privés

## Publications
- Loft de Paris, Éd. Tectum, 2001
- Du côté de chez vous, Leroy Merlin, 2003
- Le grand livre du loft, Éd. Evergreen, 2005
- SOS Maison : avant et après, Éd Hoebeke, 2006[1]
- 30 sujets de SOS Maison, Éd. Hoebeke, 2006
- SOS Maison : libérons l'espace, Éd. Hoebeke, 2007[2]
- Bien vivre dans une petite surface, Éd. Hachette, 2009

## Retombées presse

### Presse
- Art et Décoration[3]
- Le Point[4]
- 20 Minutes[5]
- Du côté de chez vous[6]
- C Déco[7]
- Design@Home Magazine[8]
- Encadrement Décoration[9]
- Résidences décoration[10]

### Blogs/Webzines
- Côté maison[11]
- Femme actuelle[12]
- Maison à part[13]
- Le Blog déco[14]
- Plurielles[15]
- L'Internaute[16]
- Bati Rénover[17]
- Archi#Déco#Design[18]

### Télévision
- BFM TV[19]
- France 2[20]

### Radio
- France Inter[21]
- RMC[22]
- France Inter[23]